# Vrbnica (Slovaquie)
Vrbnica est un village de Slovaquie situé dans la région de Košice.

## Histoire
Première mention écrite du village en 1330.

## Démographie

### Évolution de la population
| Année:               | 1994. | 2004.    | 2014.    | 2024.    |
| -------------------- | ----- | -------- | -------- | -------- |
| Nombre de personnes: | 601   | 806      | 1020     | 1321     |
| Différence:          |       | +34,10 % | +26,55 % | +29,50 % |

| Année:               | 2023. | 2024.   |
| -------------------- | ----- | ------- |
| Nombre de personnes: | 1281  | 1321    |
| Différence:          |       | +3,12 % |

## Politique
| Nom            | Parti politique      | Date de l'élection | Fin du mandat |
| -------------- | -------------------- | ------------------ | ------------- |
| Jaroslav Varga | Candidat indépendant | 02.12.2006         | Déc. 2010     |